# 西村誠司
西村 誠司（にしむら せいじ、1956年6月9日 - ）は、日本の空手家。熊本県出身。全日本空手道連盟公認七段。全日本空手道連盟和道会所属。一般社団法人全日本空手道 拳誠塾・代表理事。

## 経歴
別記無き限りによる。
- 1975年3月 鎮西高等学校卒業
- 1979年3月 福岡大学商学部貿易学科卒業
- 1988年4月 日本体育学会・日本武道学会会員
- 1990年11月 - 1991年10月 アメリカ合衆国　ワシントン大学・サンディエゴ大学留学（日本オリンピック委員会在外スポーツ研修員として）
- 1992年9月 - 1993年1月 福岡大学体育学部　非常勤講師

### 指導歴
別記無き限りによる。
- 1988年4月 - 2004年 全日本空手道連盟ナショナルチームコーチ
  - 2002年 - 2003年 第5回、第6回オープン・ド・パリ国際大会 全日本ナショナルチームコーチ[2]。
- 1990年4月 福岡大学空手道部　監督

## 資格
別記無き限りによる。
- 1985年4月 東京都空手道連盟指導員及び審判員
- 1987年9月 福岡地区空手道指導員
- 1995年11月 日本体育協会公認スポーツB級指導員
- 1999年11月 全日本空手道連盟公認七段
- 2000年1月 日本体育協会公認B級コーチ

## 主な成績
別記無き限りによる。
- 1980年9月 第35回国民体育大会 中量級 優勝
- 1981年7月 第1回ワールドゲームズ 70kg級 3位[4]
- 1981年11月 第4回アジア太平洋空手道選手権大会 70kg級 優勝
- 1981年12月 第9回全日本空手道選手権大会 優勝[5]
- 1982年4月 第6回世界空手道選手権大会 70kg級 優勝 [6][7]
- 1982年8月 第18回和道会全日本空手道選手権大会  準優勝
- 1983年4月 第1回フランス国際空手道選手権大会 70kg級 優勝
- 1983年8月 第19回和道会全日本空手道選手権人会 優勝
- 1983年10月 第38回国民体育大会 無差別級 準優勝[8]
- 1983年11月 第5回アジア太平洋空手道選手権大会 70kg級・無差別級 優勝
- 1983年12月 第11回全日本空手道選手権大会 準優勝[5]
- 1984年3月 第1回ワールドカップ世界選手権大会 70kg級 優勝
- 1984年8月 第20回和道会全日本空手道選手権大会 優勝
- 1985年4月 第2回フランス国際空手道選手権大会 70kg級 優勝
- 1985年8月 第21回和道会全日本空手道選手権大会 優勝
- 1985年12月 第6回アジア太平洋空手道選手権大会 無差別級 優勝
- 1986年8月 第22回和道会全日本空手道選手権大会 優勝
- 1987年8月 第23回和道会全日本空手道選手権大会 優勝
- 1987年11月 第7回アジア太平洋空手道選手権大会 70kg級 優勝
- 1987年12月 第15回全日本空手道選手権大会 優勝[5]